# Pitkin (Colorado)
Pitkin é uma cidade  localizada no estado americano de Colorado, no Condado de Gunnison.

## Demografia
Segundo o censo americano de 2000, a sua população era de 124 habitantes.
Em 2006, foi estimada uma população de 113, um decréscimo de 11 (-8.9%).

## Geografia
De acordo com o United States Census Bureau tem uma área de
0,7 km², dos quais 0,7 km² cobertos por terra e 0,0 km² cobertos por água. Pitkin localiza-se a aproximadamente 2612 m acima do nível do mar.

## Localidades na vizinhança
O diagrama seguinte representa as localidades num raio de 48 km ao redor de Pitkin.